# Lentate sul Seveso

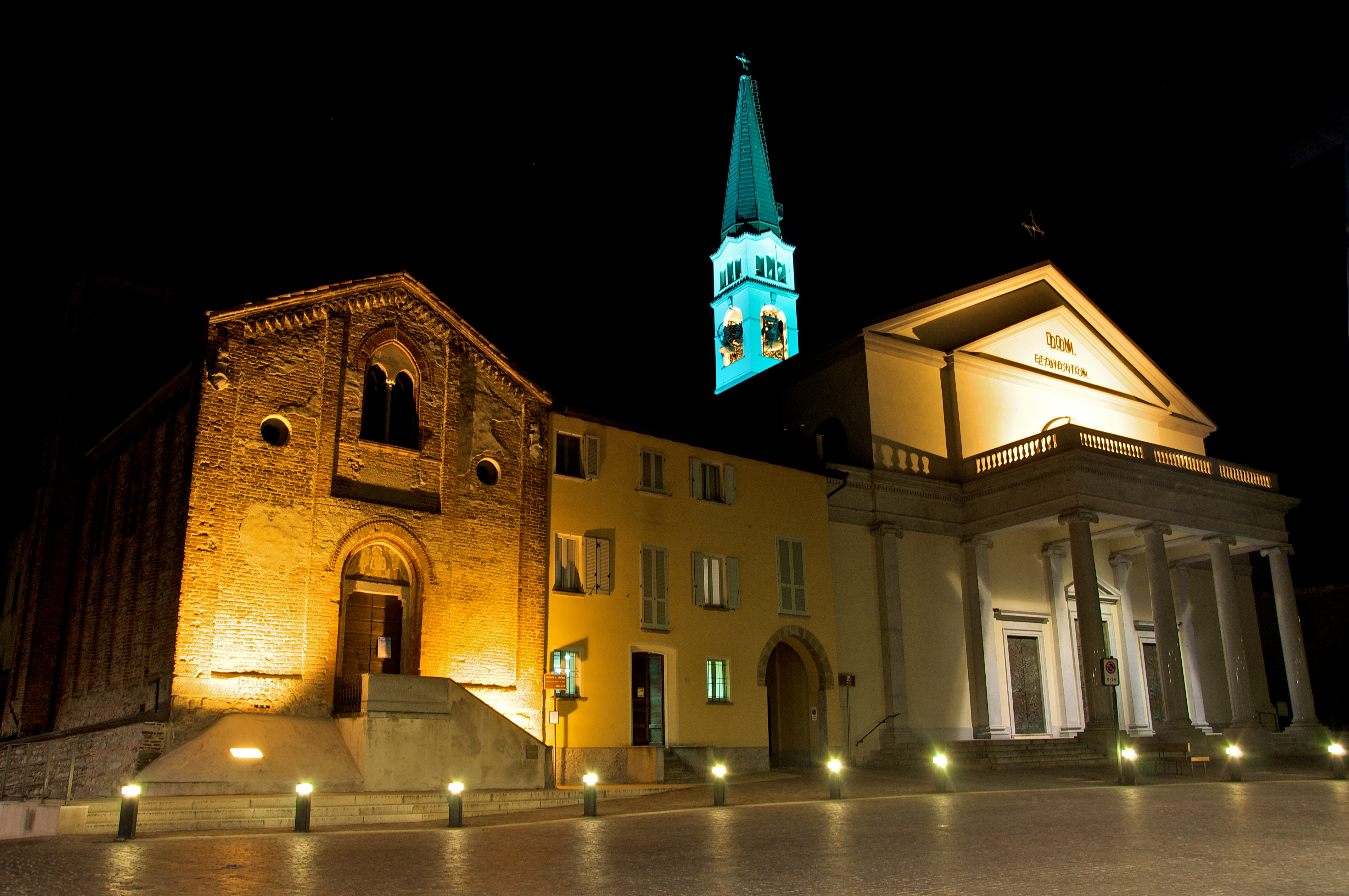
San Vito Martire, Lentate sul Seveso

Lentate sul Seveso is een gemeente in de Italiaanse provincie Monza e Brianza (regio Lombardije) en telt 14.651 inwoners (31-12-2004). De oppervlakte bedraagt 14,0 km², de bevolkingsdichtheid is 1105 inwoners per km².
De volgende frazioni maken deel uit van de gemeente: Birago, Camnago, Cimnago, Copreno.

## Demografie
Lentate sul Seveso telt ongeveer 5670 huishoudens. Het aantal inwoners steeg in de periode 1991-2001 met 0,8% volgens cijfers uit de tienjaarlijkse volkstellingen van ISTAT.
| Jaar | Inwoneraantal |
| ---- | ------------- |
| 1991 | 14.257        |
| 2001 | 14.366        |

## Geografie
Lentate sul Seveso grenst aan de volgende gemeenten: Mariano Comense (CO), Carimate (CO), Cermenate (CO), Novedrate (CO), Cabiate (CO), Meda, Lazzate, Misinto, Barlassina, Cogliate.